# Rio Acará
Rio Acará är ett vattendrag i Brasilien.   Det ligger i delstaten Pará, i den nordöstra delen av landet, 1 600 km norr om huvudstaden Brasília.
I omgivningarna runt Rio Acará växer i huvudsak städsegrön lövskog. Runt Rio Acará är det ganska glesbefolkat, med 22 invånare per kvadratkilometer.